# Kalkkuddmossa
Kalkkuddmossa (Gymnostomum aeruginosum) är en bladmossart som beskrevs av Smith 1804. Kalkkuddmossa ingår i släktet kalkkuddmossor, och familjen Pottiaceae. Enligt den finländska rödlistan är arten nära hotad i Finland. Arten är reproducerande i Sverige. Artens livsmiljö är kalkstensklippor och kalkbrott. Inga underarter finns listade i Catalogue of Life.

## Bildgalleri

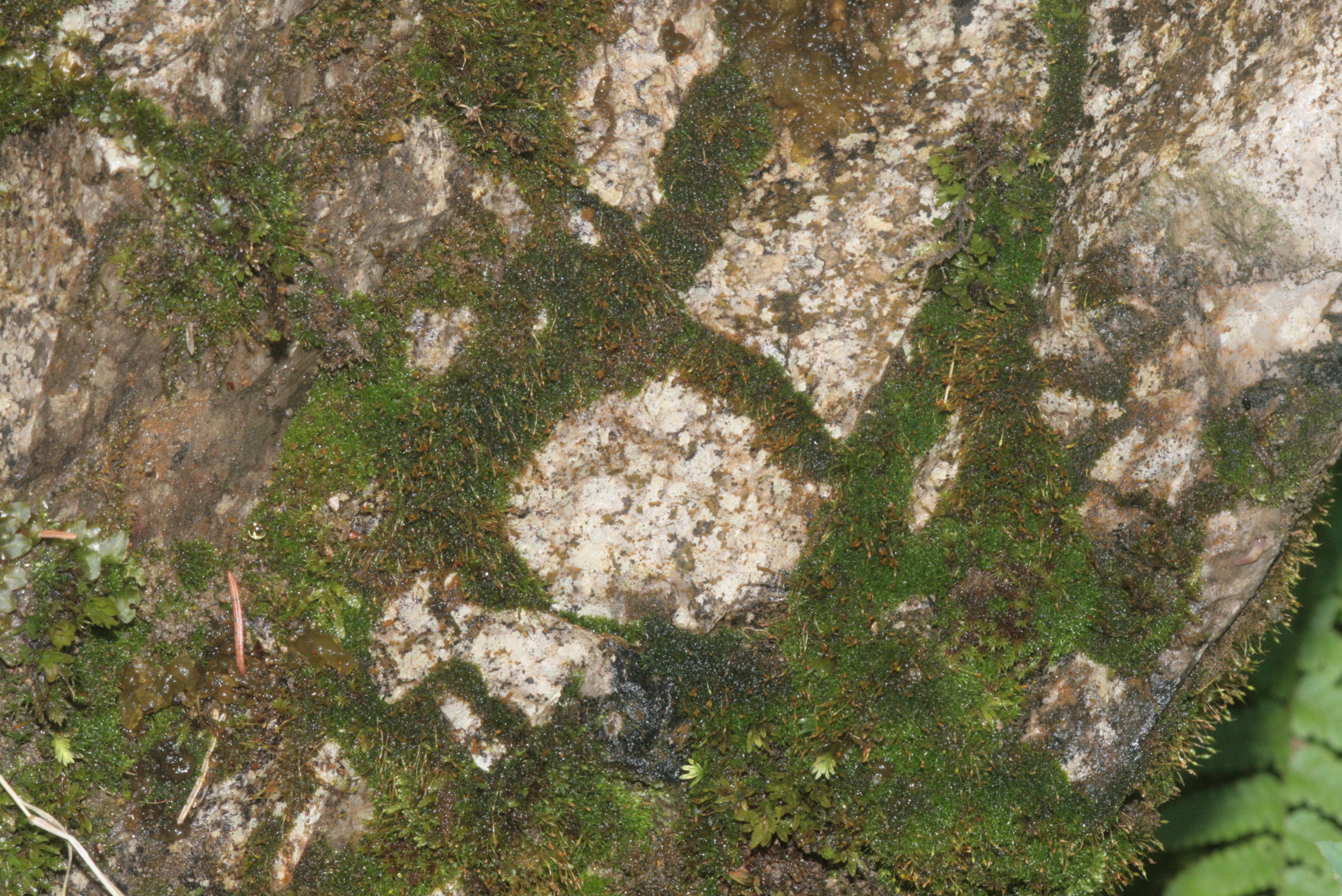
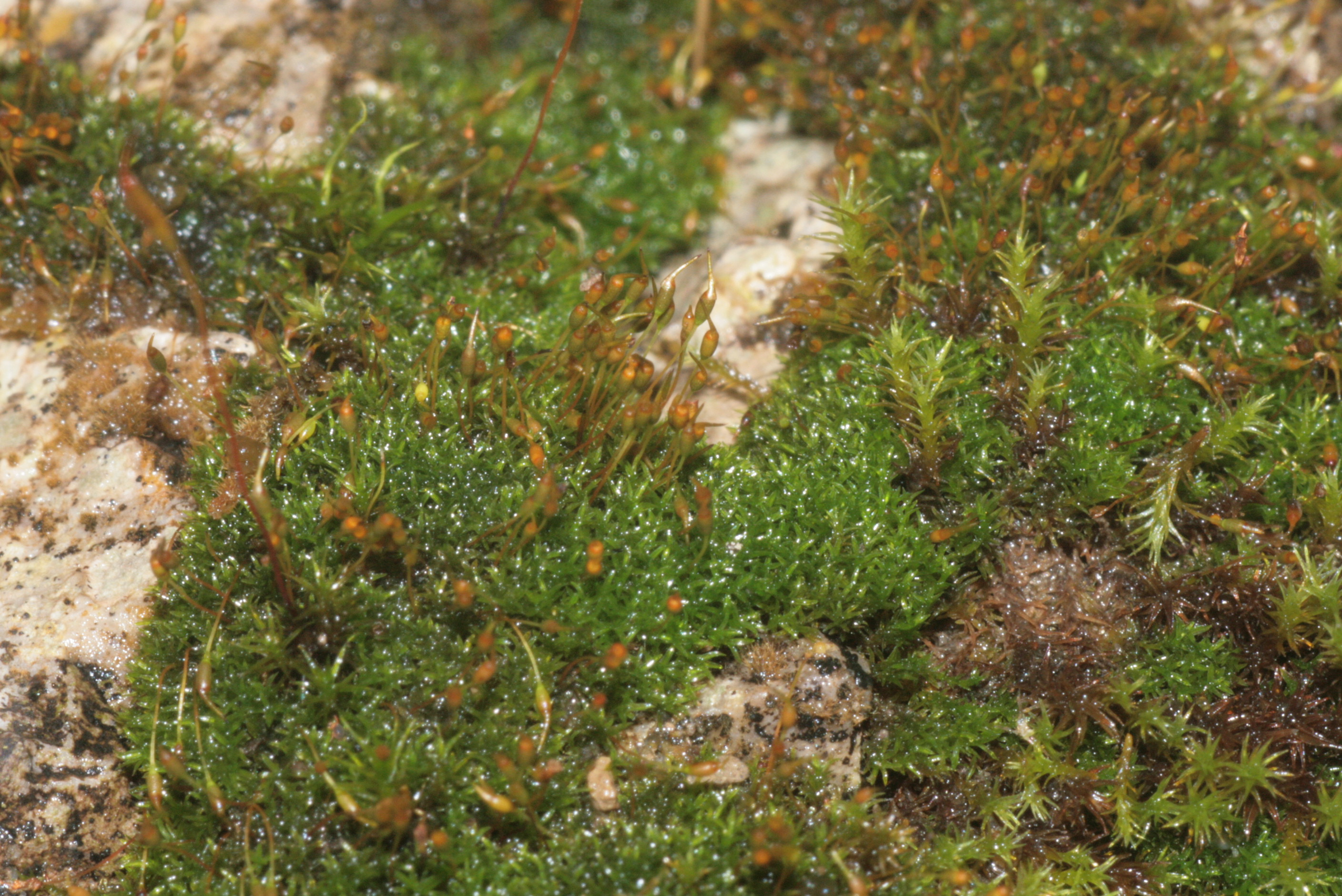
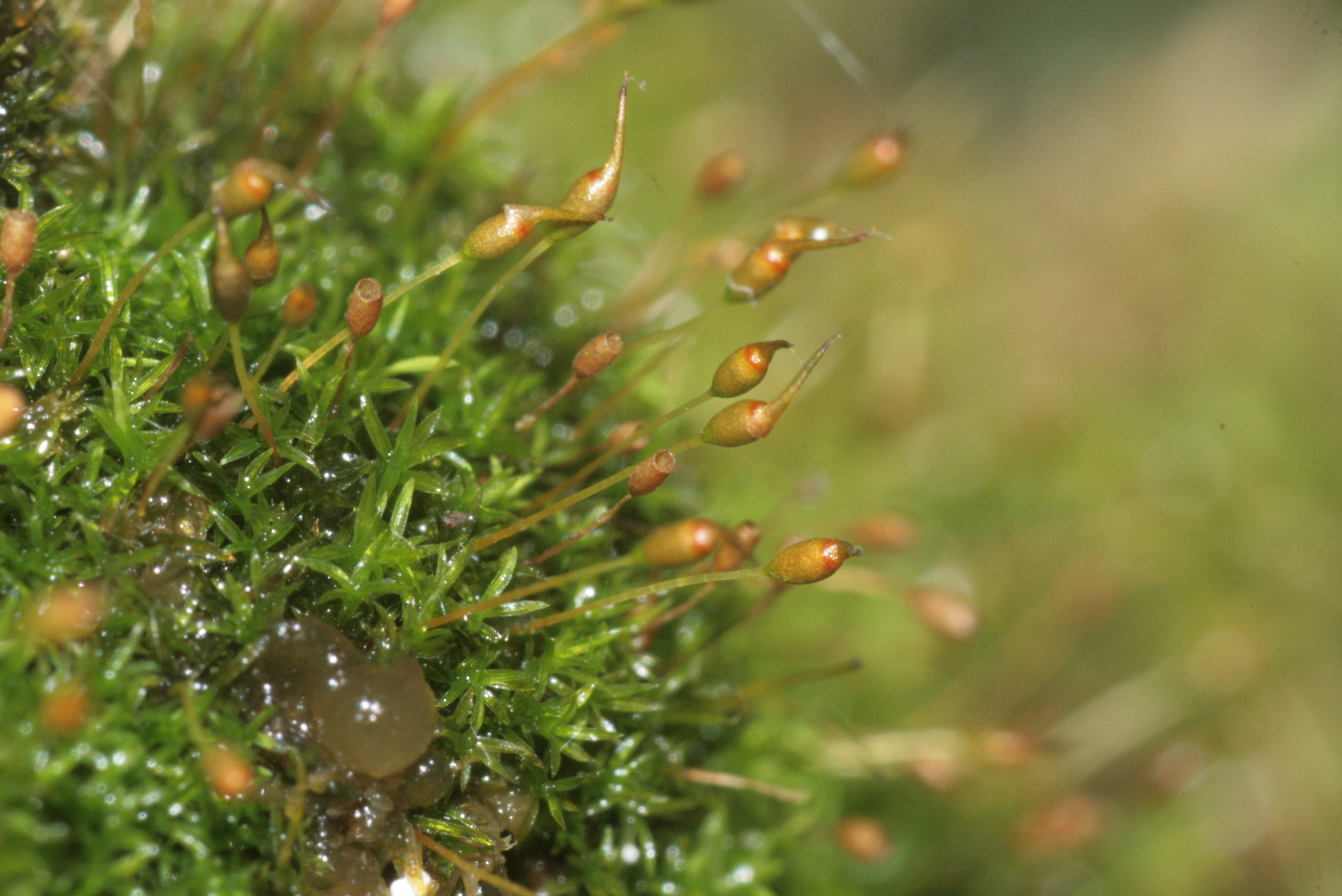
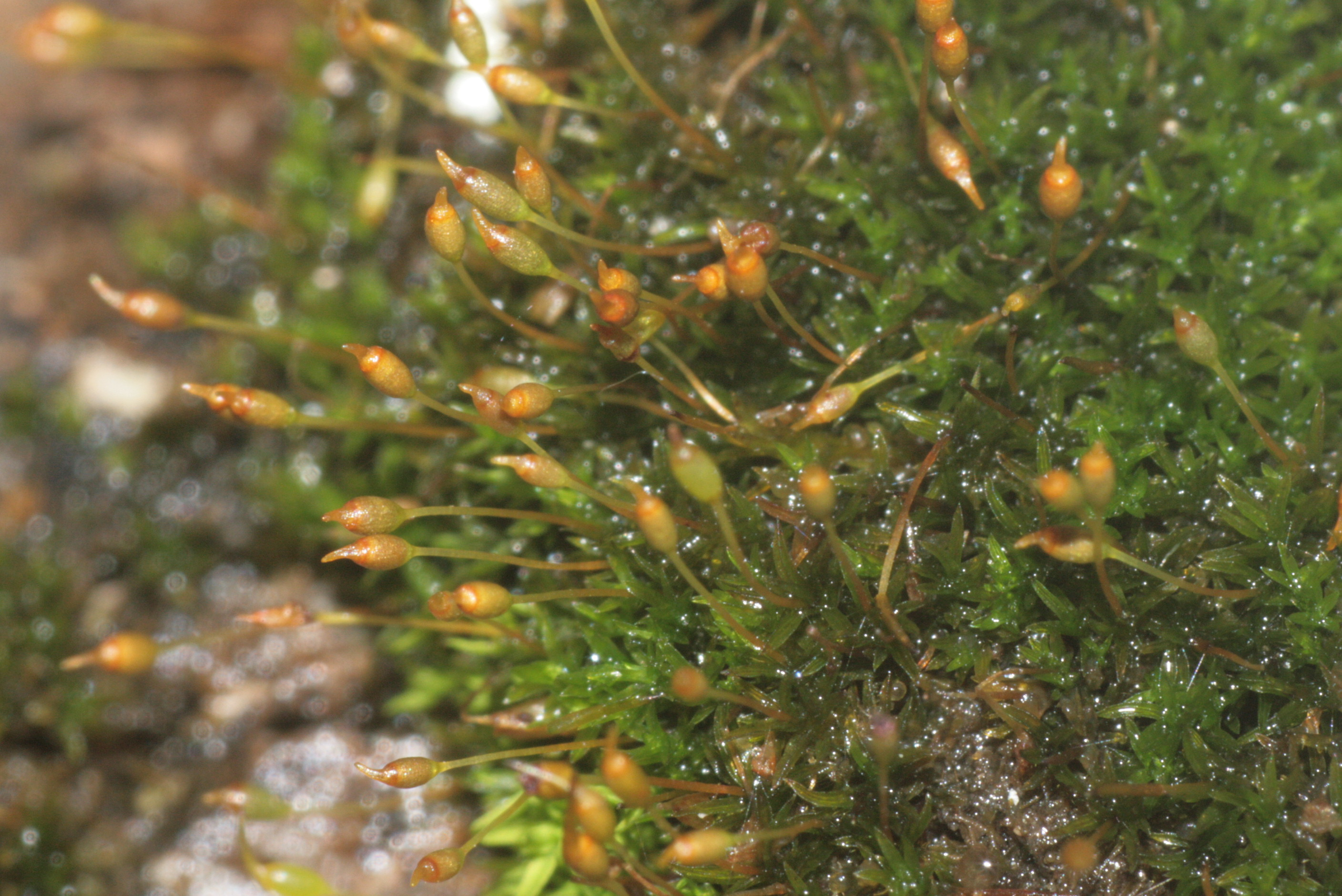
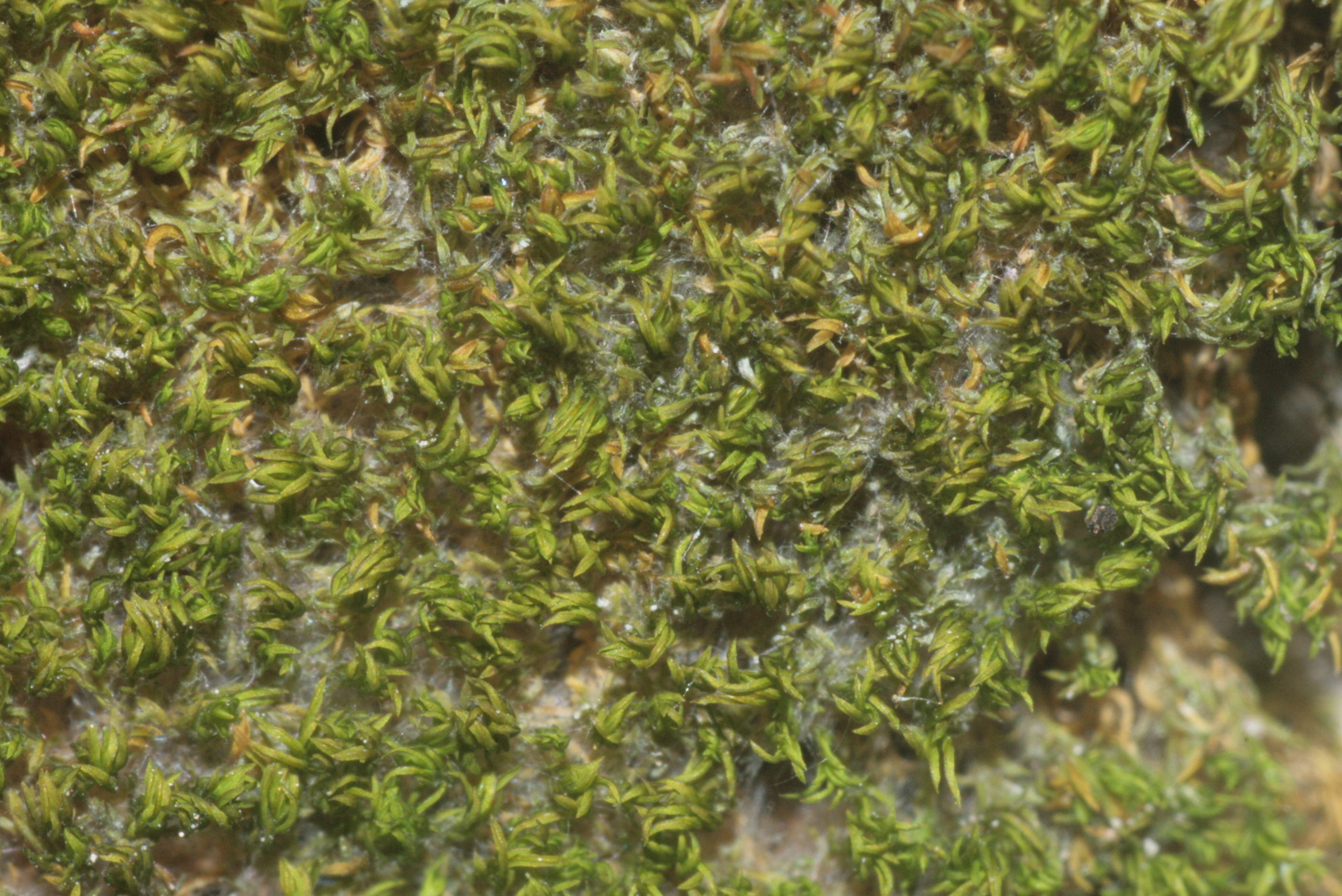
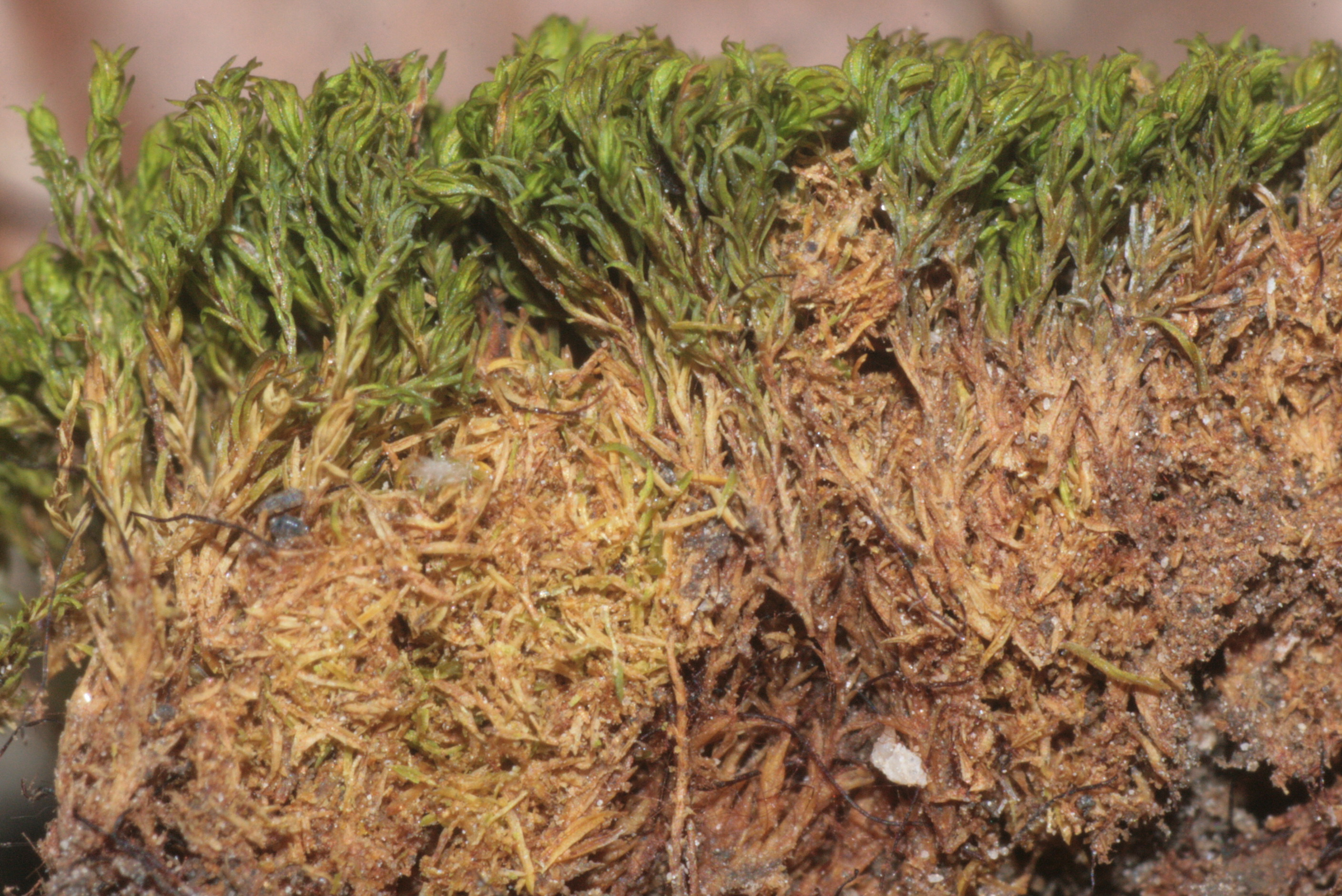